# Hoofdklasse schaken 1965/66
In het Hoofdklasse-seizoen 1965/66 streden acht teams van schaakverenigingen om het clubkampioenschap van Nederland. Schaakvereniging Rotterdam werd voor de eerste keer in de clubgeschiedenis landskampioen van Nederland. Het was de eerste keer sinds het seizoen 1930/31 dat een Rotterdamse club het clubkampioenschap wist binnen te halen.

## Eindstand[2]
| # | Team      | MP | BP  | 1  | 2  | 3  | 4  | 5  | 6  | 7  | 8  |
| - | --------- | -- | --- | -- | -- | -- | -- | -- | -- | -- | -- |
| 1 | Rotterdam | 13 | 47  | -- |    |    |    |    |    |    | 7  |
| 2 | VAS (K)   | 12 | 44  |    | -- |    | 6½ |    |    |    |    |
| 3 | Philidor  | 9  | 36½ |    |    | -- |    |    |    | 5½ |    |
| 4 | Utrecht   | 7  | 33½ |    | 3½ |    | -- |    |    |    |    |
| 5 | ASC       | 6  | 36  |    |    |    |    | -- | 3½ |    |    |
| 6 | ASV (P)   | 6  | 32½ |    |    |    |    | 6½ | -- |    |    |
| 7 | BSG       | 3  | 26½ |    |    | 4½ |    |    |    | -- |    |
| 8 | HCSV (P)  | 0  | 22½ | 3  |    |    |    |    |    |    | -- |

### Legenda
|     | Landskampioen                                |
|     | Gedegradeerd naar de Eerste Klasse 1966/67   |
| (K) | Kampioen in het seizoen 1964/65              |
| (P) | Gepromoveerd vanuit de Eerste Klasse 1964/65 |

Eerste klasse

1920/21 · 1921/22 · 1922/23 · 1923/24 · 1924/25 · 1925/26 · 1926/27 · 1927/28 · 1928/29 · 1929/30 · 1930/31 · 1931/32 · 1932/33 · 1933/34 · 1934/35 · 1935/36 · 1936/37 · 1937/38 · 1938/39 · 1939/40 · 1940/41 · 1941/42
Hoofdklasse

1942/43 · 1943/44 · 1944/45 · 1945/46 · 1946/47 · 1947/48 · 
1948/49 · 1949/50 · 1950/51 · 1951/52 · 1952/53 · 1953/54 · 1954/55 · 1955/56 · 1956/57 · 1957/58 · 1958/59 · 1959/60 · 1960/61 · 1961/62 · 1962/63 · 1963/64 · 1964/65 · 1965/66 · 1966/67 · 1967/68 · 1968/69 · 1969/70 · 1970/71 · 1971/72 · 1972/73 · 1973/74 · 1974/75 · 1975/76 · 1976/77 · 1977/78 · 1978/79 · 1979/80 · 1980/81 · 1981/82 · 1982/83 · 1983/84 · 1984/85 · 1985/86 · 1986/87 · 1987/88 · 1988/89 · 1990/91 · 1991/92 · 1992/93 · 1993/94 · 1994/95 · 1995/96
Meesterklasse

1996/97 · 1997/98 · 1998/99 · 1999/00 · 2000/01 · 2001/02 · 2002/03 · 2003/04 · 2004/05 · 2005/06 · 2006/07 · 2007/08 · 2008/09 · 2009/10 · 2010/11 · 2011/12 · 2012/13 · 2013/14 · 2014/15 · 2015/16 · 2016/17 · 2017/18· 2018/19 · 2019/20 · 2020/21 · 2021/22 · 2022/23 · 2023/24 · 2024/25